# Humane Society of the United States
La Humane Society of the United States o HSUS (en català, Societat Humana dels Estats Units) és una organització amb seu a Washington DC centrada en la promoció del benestar dels animals. És una de les majors organitzacions centrades en el benestar dels animals en el món, amb 9,5 milions de membres i un pressupost de 103 milions de dòlars en el 2006. En 2007 van veure un increment tant en incorporació de membres com en ingressos, amb 10,5 milions de membres i un pressupost de 120 milions de dolares.
Els fundadors de HSUS van tractar de no de duplicar els esforços de cents de societats locals que treballen per ajudar els animals. En lloc d'això, va decidir fer front a les crueltats d'abast nacional, tractant de resoldre els problemes de benestar animal mitjançant l'aplicació d'estratègies, recursos i solucions més enllà de la capacitat de les organitzacions locals.
La HSUS va ser fundada el 1954 pel periodista Fred Myers i unes altres tres persones. Les majors campanyes de grup tenen com a objectius quatre temes primaris: les granges factoria d'animals, els esports i entreteniments que impliquen violència amb els animals i altres formes de crueltat amb aquests, el comerç de pells i les pràctiques de cacera esportiva.
HSUS publica Animal Sheltering, un magazine bimensual per a professionals del refugi d'animals. També realitza Rural Area Veterinary Services, un programa de serveis veterinaris gratuïts en comunitats empobrides.